# Simon Starling
Simon Starling (* 1967 in Epsom, Surrey) ist ein englischer Künstler.

## Leben
Seine Ausbildung erhielt er an der Glasgow School of Art. Danach arbeitete er an Museen und Galerien in Schottland als Fotograf zur Dokumentation der Sammlungen und Ausstellungen.
Seit 2005 lebt er in Berlin und Glasgow.

## Werke

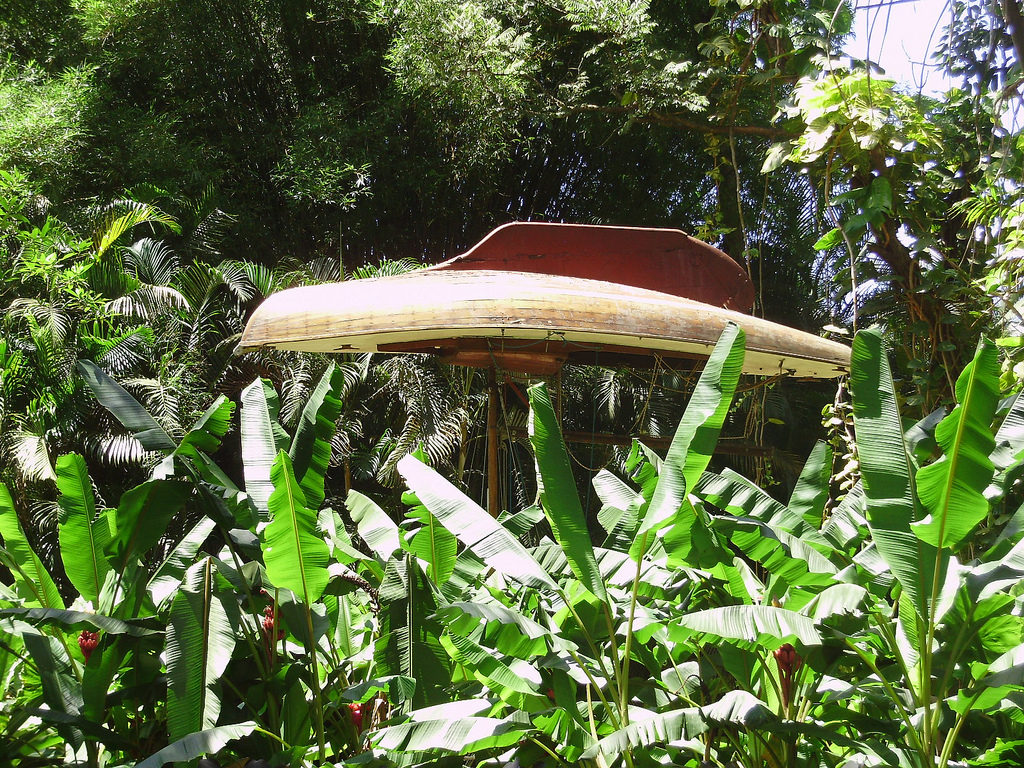
Simon Starling Objekt in Inhotim, Brasilien (2010)

Starling arbeitet im Bereich der Konzeptkunst. Sein Interesse gilt Materialbeschaffenheit, Kontextualisierungen und der Idee von Effizienz im Sinne von Leistungswirksamkeit (cycle efficiency).
Dies Konzept führte u. a. 2004 zu seiner Arbeit Tabernas Desert Run, für die er auf einem mit einer Wasserstoffenergiezelle betriebenen Fahrrad 66 Kilometer durch die Wüste von Tabernas fuhr. Als einzige Emission dieser Tour blieb Wasser zurück, das er benutzte, um in Wasserfarbe einen Kaktus zu malen, den er auf der Fahrt entdeckt hatte. Tabernas Desert Run war Bestandteil der Turner Prize Ausstellung.
Mit Shedboatshed (Mobile Architecture No 2) fand Starling 2005 Aufmerksamkeit in der Presse. Aus einem Holzschuppen baute er ein Boot, mit dem er den Rhein hinunterfuhr bis Basel, wo er im Museum aus dem Boot wieder den Holzschuppen rekonstruierte.
In One Ton, II thematisierte er 2005 Energieaufwand und Masseumsetzung, die zur Erzeugung von Platin führen. Starling zeigte fünf identische aus Platinkristallen überzogene handgefertigte Photoabzüge einer Erzmine in Südafrika. Aus zehn Tonnen Erz werden 0,28 Gramm Platin gewonnen.
2007 baute er für das Museum Folkwang in Essen nach Fotografien von Albert Renger-Patzsch einen Ausstellungsraum aus den frühen 1930er Jahren nach und versah ihn mit den originalen Ausstellungsstücken, bzw. mit originalgetreuen fotografischen Reproduktionen (Nachbau).
Im brasilianischen Centro de Arte Contemporânea Inhotim in Brumadinho im Bundesstaat Minas Gerais errichtete er ein Mahnmal gegen den hier stattfindenden Raubbau. Ein auf einem Mast über einem Blütenmeer schwebendes Mahagonischiff soll an den nahezu ausgerotteten Mahagonibaum erinnern.
2010 drehte Starling in Japan den 25-minütigen Film Project for a Masquerade. (Hiroshima), der im Juni 2013 vom Städel Museum in der Studiengalerie 1.357 im IG-Hochhaus des Campus Westend der Goethe-Universität in Frankfurt am Main gezeigt wurde.

## Auszeichnungen
- 2004: Hugo Boss Prize
- 2005: Turner Prize

## Ausstellungen
- 2014: Project Gallery: Simon Starling. Pérez Art Museum Miami (PAMM).[1]
- 2014: Simon Starling: Metamorphology., Museum of Contemporary Art (Chicago).[2]